# Picornavirus
Un picornavirus és un virus que pertany a la família Picornaviridae. Els picornavirus són virus sense embolcall, amb ARN de banda positiva i una càpside icosaèdrica. El genoma de l'ARN és inusual perquè té una proteïna en el 5è extrem que es fa servir d'encebador per a la transcripció genètica per la polimerasa de l'ARN.
El nom deriva de pico-, que significa petit, i d'ARN referit al genoma de l'àcid ribonucleic, per tant "picornavirus" literalment significa petit virus d'ARN.
Els Picornavirus estan separats en 12 gèneres i inclouen importants patògens humans i de la resta dels animals. Les malalties que causess són variades, anant des del refredat comú fins a la poliomielitis, o a infeccions cròniques en els animals de granja.

## Classificació
Sota la classificació de Baltimore es troben en el grup IV.
| Gèneres | Espècies                                        | Serotips                                                                                     |
| --- | ----------------------------------------------- | -------------------------------------------------------------------------------------------- |
| Enterovirus | Enterovirus boví                                | 2 tipus: (BEV) 1-2                                                                           |
| Enterovirus | Enterovirus humà A                              | 21 tipus, incloent-hi coxsackivirus A i enteroviruss                                         |
| Enterovirus | Enterovirus humà B                              | 59 tipus, incloent, coxsackivirus B viruses, echovirus, i virus vesiculars porcí             |
| Enterovirus | Human enterovirus C *                           | 19 tipus incloent poliovirus (PV) 1-3, alguns coxsackivirus A i enterovirus                  |
| Enterovirus | Enterovirus humà D                              | 3 tipus: EV-68, EV-70, EV-94                                                                 |
| Enterovirus | Enterovirus B porcí                             | 2 tipus: (PEV) 9-10                                                                          |
| Enterovirus | Enterovirus A dels simis                        | 1 tipus: (SEV) A1                                                                            |
| Enterovirus | Rhinovirus humà A *                             | 75 tipus                                                                                     |
| Enterovirus | Rhinovirus humà B                               | 25 tipus                                                                                     |
| Enterovirus | Rhinovirus humà C                               | 7+ tipus                                                                                     |
| Cardiovirus | Virus de l'Encephalomyocarditis *               | 1 tipus: (EMCV). Nota: els virus Columbia SK, Maus Elberfeld i Mengovirus són soques d'EMCV. |
| Cardiovirus | Theilovirus                                     | 12 tipus:TMEV, VHEV, TRV, SAFV 1-9                                                           |
| Aphthovirus | Virus de la glosopeda *                         | 7 tipus: O, A, C, Sud-àfrica (SAT 1, SAT 2, SAT 3) i Àsia 1                                  |
| Aphthovirus | Virus de la rinitis equina                      | 1 tipus: ERAV                                                                                |
| Aphthovirus | Rinitis B dels bovins                           | 1 tipus: BRBV                                                                                |
| Hepatovirus | Virus de l'Hepatitis A *                        | 1 tipus: HAV                                                                                 |
| Parechovirus | Parecovirus humà *                              | 14 tipus: (HPeV) 1-14                                                                        |
| Parechovirus | Virus Ljungan                                   | 4 tipus: (LV) 1-4                                                                            |
| Erbovirus | Virus de la rinitis equina B *                  | 3 tipus: (ERBV) 1-3                                                                          |
| Kobuvirus | Aichi virus *                                   | 1 tipus: Aichi virus (AiV)                                                                   |
| Kobuvirus | Kobovirus boví                                  | 1 tipus: (BKV)                                                                               |
| Teschovirus | Teschovirus porcí *                             | 11 serotips: (PTV) 1 a 11                                                                    |
| Sapelovirus | Sapelovirus porcí * (abans Enterovirus porcí A) | 1 tipus: (PSV) (abans PEV-8)                                                                 |
| Sapelovirus | Sapelovirus dels simis                          | 3 tipus: (SSV) 1-3                                                                           |
| Sapelovirus | Sapelovirus de les aus                          | 1 tipus: (ASV)                                                                               |
| Senecavirus | Virus de la vall Seneca *                       | 1 tipus: (SVV)                                                                               |
| Tremovirus | Virus de l'encefalomielitis de les aus          | 1 tipus: (AEV)                                                                               |
| Avihepatovirus | Virus de l'hepatitis A de l'ànec                | 3 tipus (DHAV) 1-3                                                                           |
| Nota: Els marcats amb * fan referència a espècies tipus. |                                                 |                                                                                              |
| Fonts: - «Picornaviridae». Medical Subject Headings (MeSH). National Library of Medicine. [Consulta: 3 setembre 2007]. - «Picornavirus». Institute for Animal Health. [Consulta: 3 setembre 2007]. - «ICTVdB - The Universal Virus Database, version 4». Columbia University, New York, USA, 2006. - The Merck Veterinary Manual. 9th. Merck. ISBN 0911910506. «Porcine Enteroviral Encephalomyelitis» |                                                 |                                                                                              |

Els enterovirus infecten el tracte entèric del cos, com queda reflectit en el seu nom. Els enterovirus repliquen a 37 °C, mentre que els rinovirus creixen millor als 33 °C de temperatura que hi ha al nas. Els enterovirus sobreviuen a les condicions àcides. En canvi, els rinovirus queden destruïts per les condicions àcides; per això la seva infecció queda restringida al nas i la gola.

## Picornavirus de les plantes
Els virus de les plantes tenen una sèrie de propietats diferents de les que tenen els virus que infecten els animals. S'han classificat dins la família Secoviridae contenint la subfamília Comovirinae (gèneres Comovirus, Fabavirus i Nepovirus), i gèneres Sequivirus, Waikavirus, Cheravirus, Sadwavirus i Torradovirus (espècie tipus Tomato torrado virus).